# Luca Cordero di Montezemolo
Marchizul Luca Cordero di Montezemolo (n. 31 august 1947, Bologna, Italia) este un om de afaceri italian și fost președinte al următoarelor companii: Ferrari, Fiat, Confindustria și FIEG.
Provine dintr-o familie aristocratică din regiunea Piemontului din Italia. A absolvit licența în drept la Universitatea Sapienza din Roma în 1971. Ulterior a studiat un master în drept comercial internațional la Universitatea Columbia. Este unul dintre fondatorii și fostul președinte al NTV, o companie italiană care este primul operator privat din Europa cu acces deschis de 300 km/h de trenuri de mare viteză.
În 2009, Montezemolo a fondat Future Italy, un grup de reflecție pentru piața liberă care s-a alăturat Civic Choice la Alegerile Parlamentare Italiene din 2013.